# 卡夫拉堡
卡夫拉堡是西班牙阿拉贡自治区特鲁埃尔省的一个市镇。总面积29平方公里，总人口158人（2001年），人口密度5人/平方公里。